# Franz Pfeiffer (Physiker)
Franz Pfeiffer (* 25. November 1972 in Kösching) ist ein deutscher Physiker und Hochschullehrer. Zu seinen maßgeblichen wissenschaftlichen Leistungen zählt die Entwicklung der röntgenbasierten Phasenkontrast- und Dunkelfeldbildgebung und deren Erschließung für medizinische Anwendungen.

## Werdegang
Pfeiffer studierte von 1993 bis 1999 Physik an der Ludwig-Maximilians-Universität München. Nach Forschungs- und Lehraufenthalten in Frankreich (ESRF & ILL Grenoble), den Vereinigten Staaten (APS Argonne), der Schweiz (PSI Villigen), wurde er 2009 auf den Lehrstuhl für Biomedizinische Physik an der TU München berufen und ist seit 2017 Direktor des interdisziplinären Munich Institute of Biomedical Engineering (MIBE) (ehemals "Munich School of BioEngineering").

## Forschung
Die aus der Lichtmikroskopie bekannten Modalitäten des Phasenkontrasts und Dunkelfelds wurden maßgeblich von Pfeiffer auf die Röntgenbildgebung erweitert. 2006 entwickelte er ein interferometerbasiertes Bildgebungsverfahren für die Anwendung an konventionellen Röntgenquellen, welches davor nur an Synchrotronquellen möglich war. Damit gewann das Verfahren Potenzial für breite, medizinische Anwendung wie auch für die zerstörungsfreie Werkstoffprüfung. Weiterhin führte Pfeiffer die Modalität des Röntgendunkelfelds ein, welches aus interferometrischen Messungen extrahiert werden kann und insbesondere solche Strukturen kontrastreich abbildet, die Röntgenstrahlen stark streuen; das ist zum Beispiel für das Lungengewebe der Fall. In der Folge wurden zahlreiche medizinische Anwendungsfelder bis hin zu ersten präklinischen Studien erschlossen.
Weiterhin ist Pfeiffer für die Entwicklung von röntgenbasierten Ptychographie- und Tensor-Tomographieverfahren wie auch die gitterinterferometrische Bildgebung mit Neutronen bekannt. Zu seinem Forschungsspektrum gehören auch iterative Rekonstruktionsalgorithmen für die Computertomographie, Dual-Energy CT, Entwicklung von Röntgenkontrastmitteln sowie hochauflösende Micro- und Nanotomographie.
Pfeiffer ist Autor von über 250 wissenschaftlichen Veröffentlichungen und Erfinder in zahlreichen Patenten.

## Ehrungen
- 2008: Latsis-Preis[10][11] des Schweizerischen Nationalfonds
- 2010: Röntgen-Preis[12] der Justus-Liebig-Universität Gießen
- 2011: Leibnizpreis[13] der Deutschen Forschungsgemeinschaft
- 2017: Alfred Breit-Preis 2017[14] der Deutschen Röntgengesellschaft
- 2018: Röntgen-Plakette der Stadt Remscheid[15]
- 2021: Mitglied der Deutschen Akademie der Technikwissenschaften (acatech)[16]
- 2025: Blaise-Pascal-Medaille